# رودلف ديتريش
رودلف ديتريش (بالألمانية: Rudolf Dietrich)‏ هو متزلج قفز نمساوي، ولد في 13 أغسطس 1929 في إنسبروك في النمسا، وتوفي في 11 سبتمبر 2004 في زيفيلد في النمسا.

## وصلات خارجية
- رودلف ديتريش على موقع الاتحاد الدولي للتزلج (القفز التزلجي) (الإنجليزية)
- رودلف ديتريش على موقع اللجنة الأولمبية الدولية (الإنجليزية)
- رودلف ديتريش على موقع أوليمبيديا (الإنجليزية)